# Beaussais-sur-Mer
Beaussais-sur-Mer est une commune française située dans le département des Côtes-d'Armor, en région Bretagne.
Elle a été créée le 1er janvier 2017 avec le statut de commune nouvelle par la fusion de Plessix-Balisson, de Ploubalay et de Trégon.

## Géographie

### Description
Située dans la partie nord-est des Côtes-d'Armor, Beaussais-sur-Mer est une communale littorale de la Manche située à la limite de l'Ille-et-Vilaine. C'est une commune bordée au Nord-Ouest par la « baie de Beaussais » (partie sud de la « baie de Lancieux ») et ses importants polders, située à une cinquantaine de kilomètres à l'ouest du Mont-Saint-Michel, à une soixantaine au nord-ouest de Rennes et à quarante-cinq de Saint-Brieuc.
Le chef-lieu de la commune se trouve à Ploubalay.

### Communes limitrophes
| Saint-Jacut-de-la-Mer | Lancieux          | Saint-Briac-sur-Mer (Ille-et-Vilaine) |
|                       | Beaussais-sur-Mer | Pleurtuit (Ille-et-Vilaine)           |
| Créhen                | Languenan         | Tréméreuc, Pleslin-Trigavou           |

### Relief et hydrographie
Les altitudes au sein de la commune nouvelle sont comprises entre 65 mètres (au Grand Bois Saint-Jean, à la limite sud de la commune et au sud du bourg de Plessix-Balisson) et le niveau de la mer. Les marais occupent 64 ha conquis sur la mer les siècles passés.

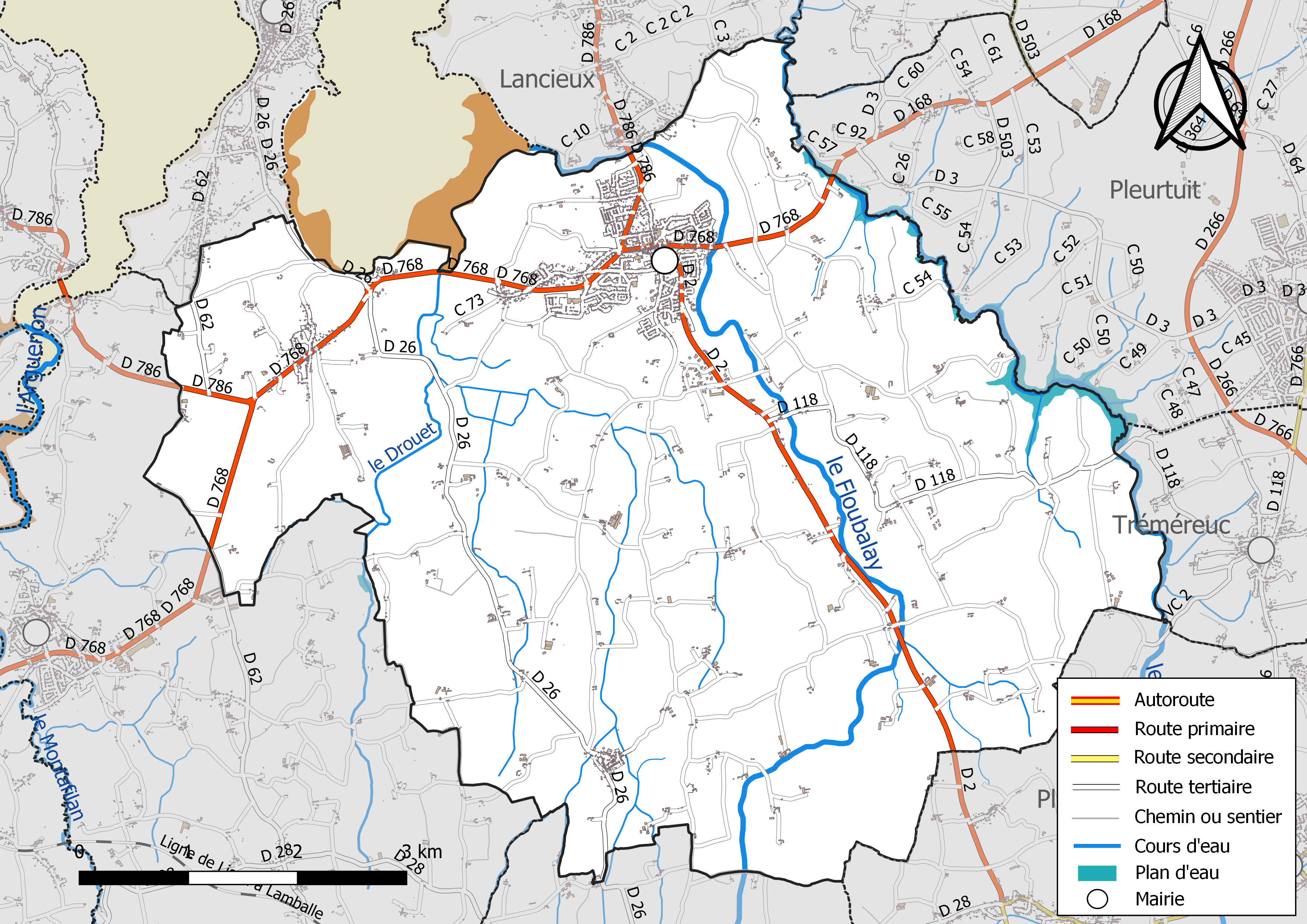
Beaussais-sur-Mer : routes et réseau hydrographique.

Trois cours d'eau concernent Beaussais-sur-Mer :
- Le Frémur, un petit fleuve côtier, et son estuaire bordent la partie est de la commune et la séparent de l'Ille-et-Vilaine. La retenue d'eau du barrage de Bois Joli est à cheval sur Beaussais-sur-Mer et Pleurtuit.
- Le Floubalay et le Drouet sont des ruisseaux qui traversent la commune du sud au nord pour se jeter dans la baie de Lancieux ; le premier sert dans sa partie aval de limite administrative avec Lancieux ; le second séparait, avant la création de la commune nouvelle, Trégon et Ploubalay.

### Le problème des polders
Les polders, sur la partie nord-est de la commune, privent définitivement la commune de plage. Une première digue a été construite dès le XIIIe siècle par les moines de l'Abbaye de Saint-Jacut ; des cultivateurs en ont construit une seconde dans le courant du XIXe siècle pour gagner de nouvelles terres cultivables. Toutefois en mars 2020 la mer a ouvert une brèche dans l'endiguement ; face à la montée inexorable du niveau de la mer, le choix a été fait de ne pas la combler (car des travaux coûteux avaient été faits en vain depuis les années 2000 pour la réparer) ; la brèche s'agrandit progressivement, atteignant une trentaine de mètres fin 2021 ; en conséquence les pâturages du polder reculent face aux salicornes et obiones et une petite route communale a dû être fermée en août 2019.
Beaussais-sur-Mer est devenu, sous l'égide du Conservatoire du littoral, l'un des 10 sites pilotes du programme européen Adapto : plutôt que de continuer à reconstruire les digues ébréchées par les tempêtes à grand coût d'argent public, pourquoi ne pas laisser la mer reconquérir son espace naturel ? En conséquence, la percée dans la digue s'agrandit (près de 40 mètres en mars 2024) et la mer a reconquis une soixantaine d'hectares et envahit lors des forts coefficients de marée la "Maison des Marais" (elle baignait dans 40 cm d'eau lors de la grande marée du 11 mars 2024). On a retrouvé l'ancien trait de côte.
Par contre le quart sud-est du polder reste protégé par une digue qui a même été surélevée afin de conserver le tracé de la D 768, compte-tenu de son importance.

### Hydrographie
Pour un article plus général, voir Réseau hydrographique des Côtes-d'Armor.
La commune est située dans le bassin Loire-Bretagne. Elle est drainée par le Floubalay, le Frémur et le Drouet,,.
Le Floubalay, d'une longueur de 12 km, prend sa source dans la commune de Languenan et se jette  dans la Manche au niveau de la baie de Lancieux en limite de Lancieux et de Beaussais-sur-Mer.
Le Frémur, d'une longueur de 21 km, prend sa source dans la commune de Corseul et se jette  dans le golfe de Saint-Malo en limite de Lancieux et de Saint-Briac-sur-Mer. Les caractéristiques hydrologiques du Frémur [de Lancieux] sont données par la station hydrologique située sur la commune de Pleslin-Trigavou. Le débit moyen mensuel est de 0,23 m3/s. Le débit moyen journalier maximum est de 6,27 m3/s, atteint lors de la crue du 28 décembre 1999. Le débit instantané maximal est quant à lui de 10,8 m3/s, atteint le 25 mai 2010.
Un plan d'eau complète le réseau hydrographique : le complexe du Bois Joli, d'une superficie totale de 50,7 ha (24,12 ha sur la commune),.

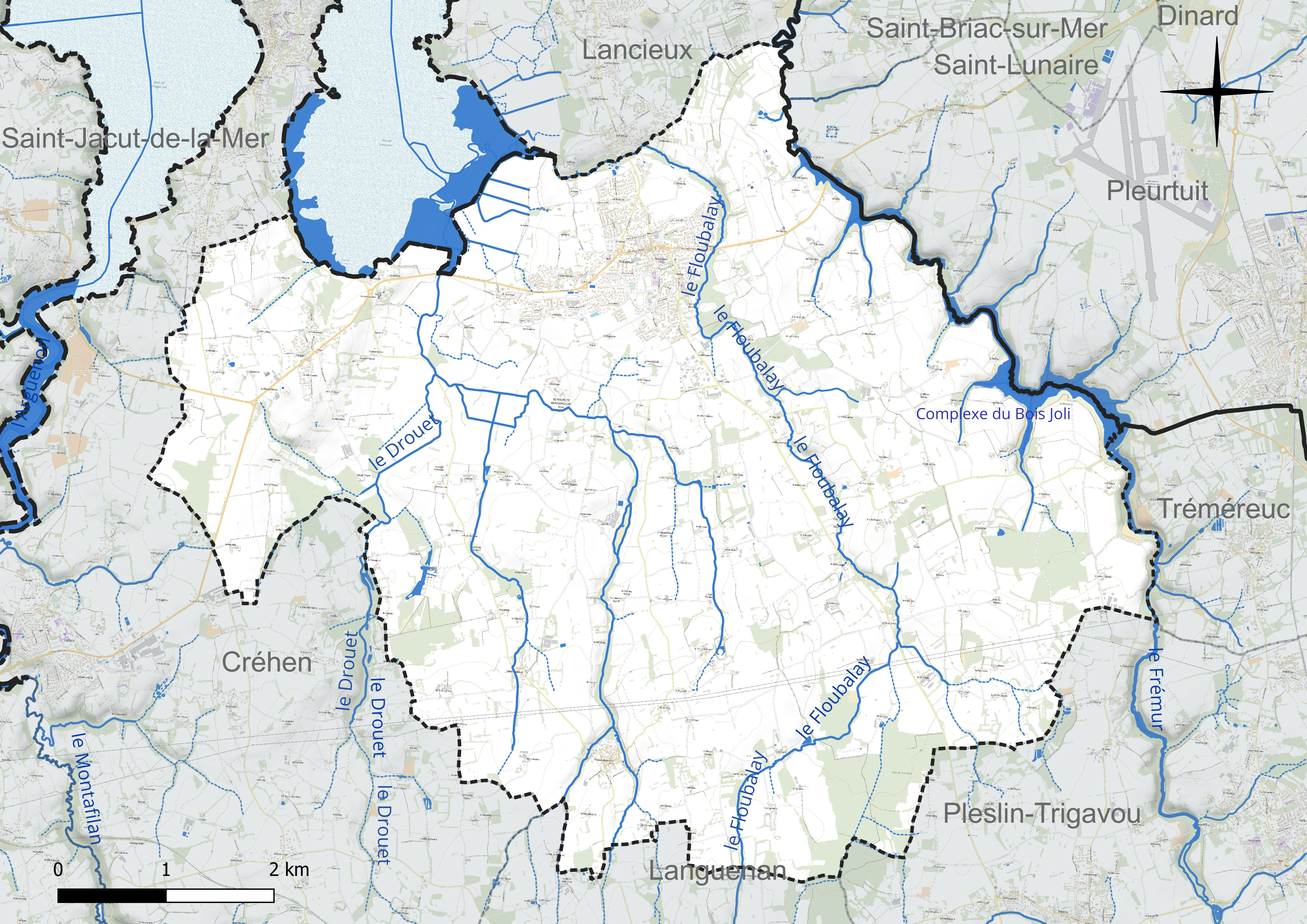
Réseau hydrographique de Beaussais-sur-Mer.

### Climat
Pour des articles plus généraux, voir Climat de la Bretagne et Climat des Côtes-d'Armor.
En 2010, le climat de la commune est de type climat océanique franc, selon une étude du CNRS s'appuyant sur une série de données couvrant la période 1971-2000. En 2020, Météo-France publie une typologie des climats de la France métropolitaine dans laquelle la commune est exposée à un climat océanique et est dans la région climatique Bretagne orientale et méridionale, Pays nantais, Vendée, caractérisée par une faible pluviométrie en été et une bonne insolation. Parallèlement l'observatoire de l'environnement en Bretagne publie en 2020 un zonage climatique de la région Bretagne, s'appuyant sur des données de Météo-France de 2009. La commune est, selon ce zonage, dans la zone « Intérieur », exposée à un climat médian, à dominante océanique.
Pour la période 1971-2000, la température annuelle moyenne est de 11,5 °C, avec une amplitude thermique annuelle de 11,6 °C. Le cumul annuel moyen de précipitations est de 696 mm, avec 12 jours de précipitations en janvier et 6,1 jours en juillet. Pour la période 1991-2020, la température moyenne annuelle observée sur la station météorologique la plus proche, située sur la commune de Pleurtuit à 6 km à vol d'oiseau, est de 11,9 °C et le cumul annuel moyen de précipitations est de 752,0 mm,. Pour l'avenir, les paramètres climatiques de la commune estimés pour 2050 selon différents scénarios d'émission de gaz à effet de serre sont consultables sur un site dédié publié par Météo-France en novembre 2022.

### Transports
La commune est desservie par la route côtière RD 768 (ancienne Route nationale 168), qui la relie à Dinard, Plancoët et Yffiniac et par la RD 786 (ancienne Route nationale 786) qui passe par Trégon, Ploubalay et Lancieux.

## Urbanisme

### Typologie
Au 1er janvier 2024, Beaussais-sur-Mer est catégorisée ceinture urbaine, selon la nouvelle grille communale de densité à 7 niveaux définie par l'Insee en 2022.
Elle appartient à l'unité urbaine de Dinard, une agglomération inter-départementale dont elle est une commune de la banlieue,. Par ailleurs la commune fait partie de l'aire d'attraction de Pleslin-Trigavou, dont elle est une commune du pôle principal,. Cette aire, qui regroupe 2 communes, est catégorisée dans les aires de moins de 50 000 habitants,.
La commune, bordée par la Manche, est également une commune littorale au sens de la loi du 3 janvier 1986, dite loi littoral. Des dispositions spécifiques d’urbanisme s’y appliquent dès lors afin de préserver les espaces naturels, les sites, les paysages et l’équilibre écologique du littoral, tel le principe d'inconstructibilité, en dehors des espaces urbanisés, sur la bande littorale des 100 mètres, ou plus si le plan local d’urbanisme le prévoit.

## Toponymie
Le nom de la commune a été choisi en référence à la Baie de Beaussais qui la borde. Il s'agit d'un toponyme venant du gaulois *belsa (plaine, plateau).[réf. nécessaire]
La forme bretonne actuelle proposée par l'Office public de la langue bretonne est Bosez-Poudour.

## Histoire

### La création de la commune nouvelle de Beaussais-sur-Mer
La fusion de Plessix-Balisson, de Ploubalay et de Trégon sous le régime d'une commune nouvelle a été envisagée par les trois maires en 2016, afin d'éviter que ne leur soit imposée une fusion non consentie, et de manière à bénéficier d'une bonification des dotations de l'État, après des avis majoritairement favorables des conseils municipaux réunis le 16 juin 2016, qui avaient adopté une charte fondatrice destinée à organiser la gouvernance de la nouvelle collectivité. Cette fusion a été actée par un arrêté préfectoral qui a pris effet le 1er janvier 2017 et les trois anciennes communes sont devenues des communes déléguées de Beaussais-sur-Mer.

## Politique et administration

### Rattachements administratifs et électoraux
La commune se trouve  dans l'arrondissement de Dinan, département des Côtes-d'Armor.
Pour les élections départementales, la commune fait partie  du canton de Pleslin-Trigavou.
Pour l'élection des députés, elle fait partie de la deuxième circonscription des Côtes-d'Armor.

### Intercommunalité
La commune nouvelle était membre depuis sa création de la communauté de communes Côte d'Émeraude, un établissement public de coopération intercommunale (EPCI) à fiscalité propre créé en 2001 et auquel la commune avait  transféré un certain nombre de ses compétences, dans les conditions déterminées par le code général des collectivités territoriales.
À la suite des élections municipales de 2020 dans les Côtes-d'Armor et à l'échec du candidat de Beaussais-sur-Mer à devenir président de cette intercommunalité, le conseil municipal, regrettant que, selon lui, « Beaussais soit un financeur de la CCCE sans en retirer les fruits » et le « manque de projets » de la CCCE, a exprimé en septembre 2020 son souhait de quitter la Côte d'Emeraude pour rejoindre Dinan Agglomération,. Après une délibération formelle du conseil municipal le 3 juin 2021, la commune intègre le 1er janvier 2023 la communauté d'agglomération appelée Dinan Agglomération,, par un arrêté préfectoral.

### Liste des maires

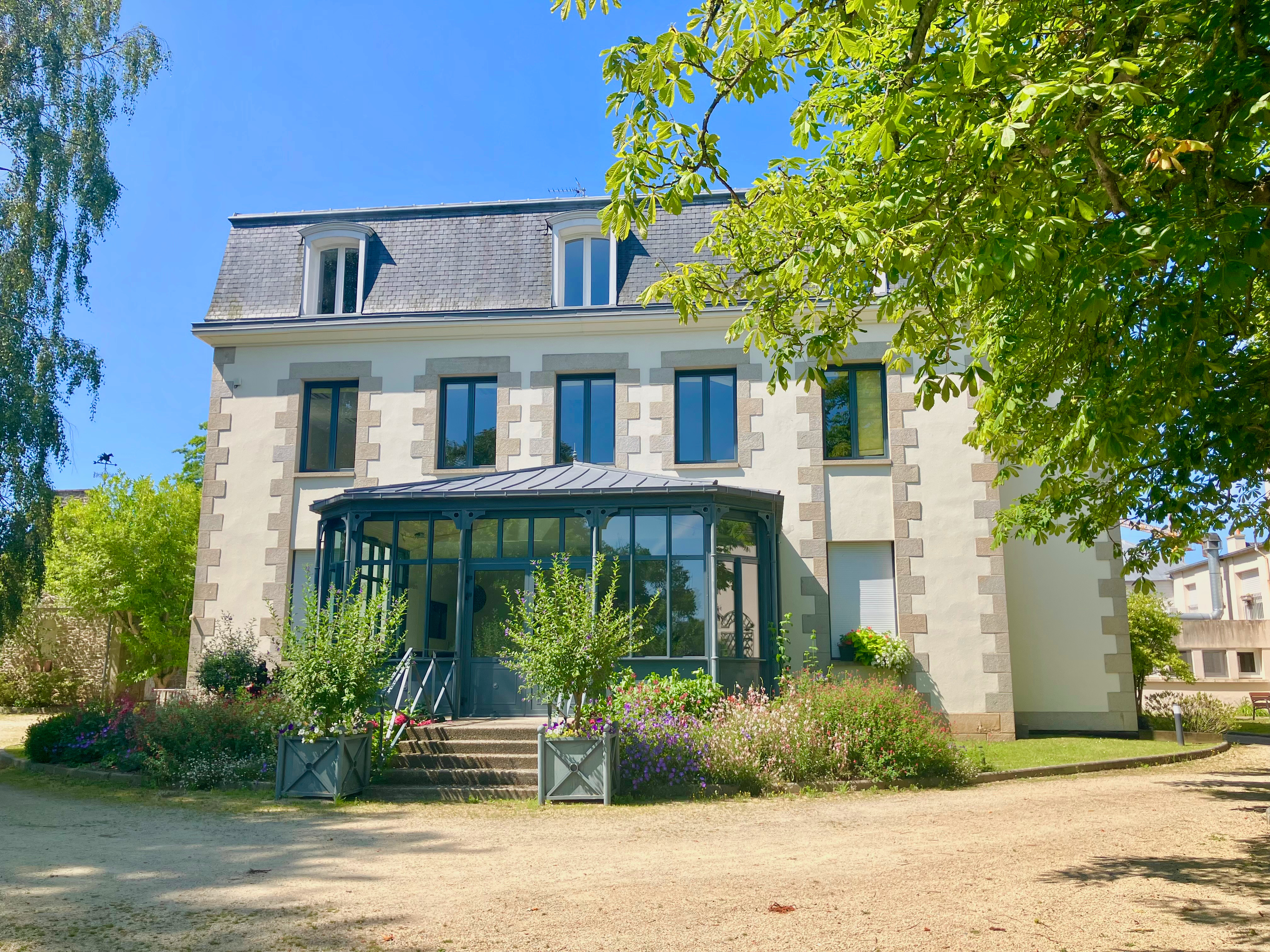
La mairie à Ploubalay, côté parc.

| Période      | Période                        | Identité    | Étiquette | Qualité |
| ------------ | ------------------------------ | ----------- | --------- | --- |
| janvier 2017 | En cours (au 30 décembre 2022) | Eugène Caro | DVD       | Chef d'entreprise Maire de Ploubalay (2014 → 2016) Conseiller départemental de Pleslin-Trigavou (2015 → 2021) Réélu pour le mandat 2020-2026 |

### Communes déléguées
La commune nouvelle est formée par la réunion de 3 anciennes communes, qui sont devenues des communes déléguées, dotées chacune d'un maire délégué.
Pour le mandat 2020-2026, il s'agit de : 
- Ploubalay : Christian Bourget
- Plessix-Balisson : Philippe Guesdon
- Trégon : Mikaël Bonenfant

### Jumelages
- Boreham, Essex (comté) ( Royaume-Uni) depuis 1987.

## Population et société

### Démographie
| 1968  | 1975  | 1982  | 1990  | 1999  | 2008  | 2013  | 2019  |
| ----- | ----- | ----- | ----- | ----- | ----- | ----- | ----- |
| 2 548 | 2 606 | 2 649 | 2 687 | 2 728 | 2 928 | 3 352 | 3 757 |

## Économie
Il convient de se reporter aux articles consacrés aux anciennes communes fusionnées.

## Culture locale et patrimoine
Il convient de se reporter aux articles consacrés aux anciennes communes fusionnées de Ploubalay, du Plessix-Balisson et de Trégon.
- Manoir de Plessix-Balisson, inscrit à l'inventaire général du patrimoine culturel[38].